# Funiculaire Gléresse-Prêles
Le Funiculaire Gléresse-Prêles relie le lac de Bienne au plateau de Diesse. Il s'appelait « Ligerz–Tessenberg-Bahn » (LTB), ou « Chemin de fer Gléresse–Montagne de Diesse ».

## Histoire
- 1895, lancement du projet
- 8 juin 1912 : les deux voitures en bois du funiculaire entrèrent en service, capacité de 40 personnes, traction électrique
- 1949 : les voitures sont changées par de nouvelles en métal d'une capacité de 60 personnes, parcours effectué en 7 minutes, à 3,3 m/s
- 2004 : la société du funiculaire est intégrée au groupe Aare Seeland mobil (ASm)
- 17 mai 2004 : rénovation, une seule voiture

## Caractéristiques[1]
- Une seule voiture
- Longueur exploitée : 1 183 mètres
- Longueur totale : 1 200 mètres
- Dénivelé : 379 mètres
- Rampe : de 240 à 400 ‰
- Écartement des rails : 1 000 mm
- Traction : électrique
- Capacité : 290 personnes/heure
- Vitesse : 5 m/s
- Durée du trajet : 4 min 30 s
- Constructeurs : Von Roll, Garaventa

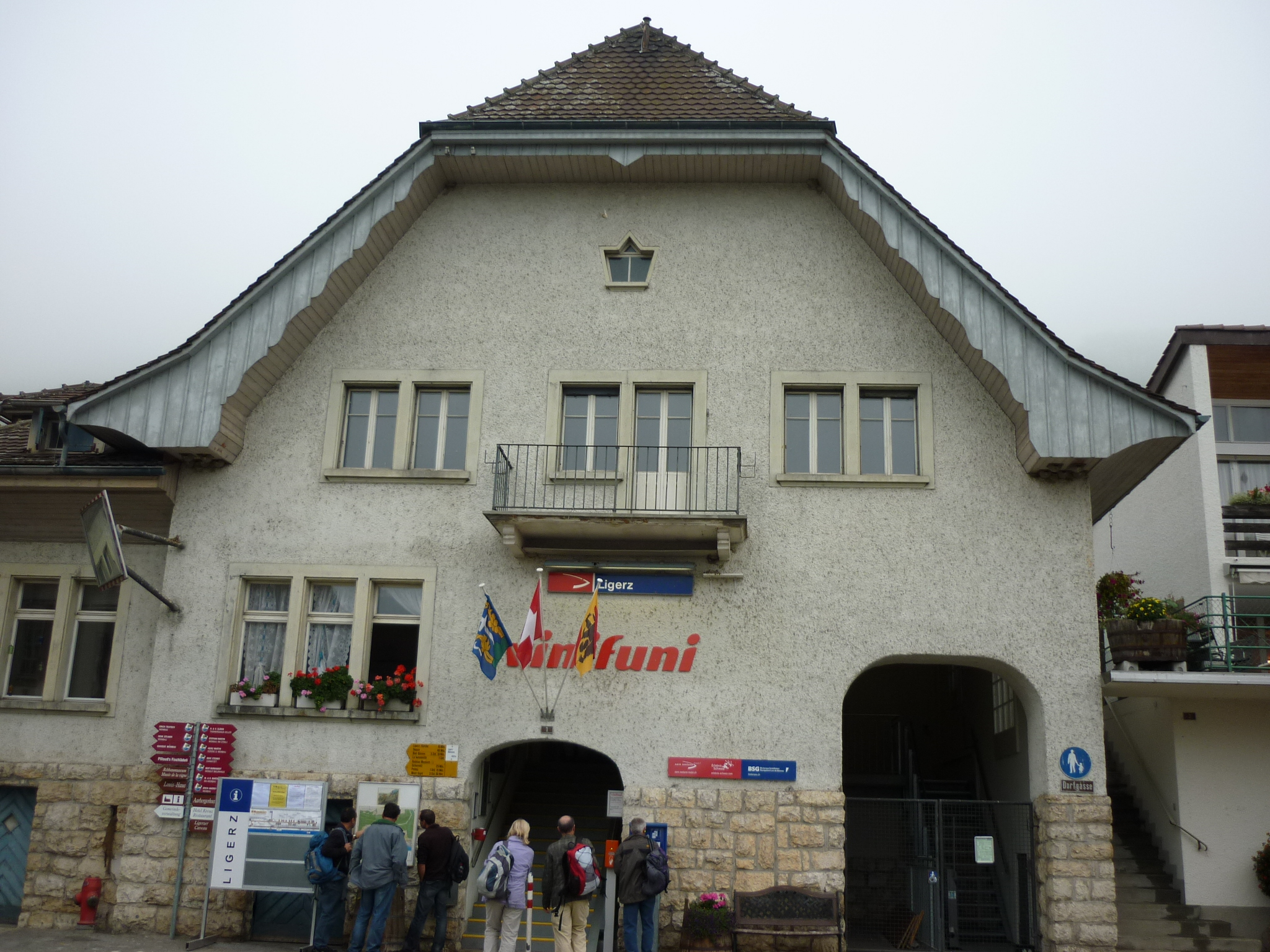
Gare inférieure de Ligerz